# 小行星3932
小行星3932（3932 Edshay）是一颗绕太阳运转的小行星，为主小行星带小行星。该小行星于1984年9月27日发现。

## 轨道参数
小行星3932的轨道半长轴为2.5646750 UA，离心率为0.167。